# Джавахян, Грачья Ашотович
Грачья (Грачик) Ашотович Джавахян (арм. Հրաչյա (Հրաչիկ) Ջավախյան; род. 6 июля 1984, Кировакан, Армянская ССР) — армянский боксёр, многократный чемпион Армении, чемпион Европы (2010), призёр Олимпийских игр (2008). Заслуженный мастер спорта Армении (2009).

## Спортивная биография
Грачья Джавахян начал заниматься боксом в 14 лет под руководством заслуженного тренера Армении Геворга Мисакяна. С 2005 года входит в состав национальной сборной Армении. В 2006 году становился серебряным призёром чемпионата Европы, а в 2008 году — бронзовым призёром Олимпийских игр в лёгкой весовой категории. В обоих турнирах проигрывал только двукратному олимпийскому чемпиону Алексею Тищенко. После неудачного выступления на чемпионате мира в Милане принял решение перейти в первый полусредний вес. Дебютировав в этой новой для себя весовой категории на чемпионате Европы в Москве, выиграл все пять своих боёв и завоевал звание чемпиона Европы.